# Ober-Laudenbacher Gefecht

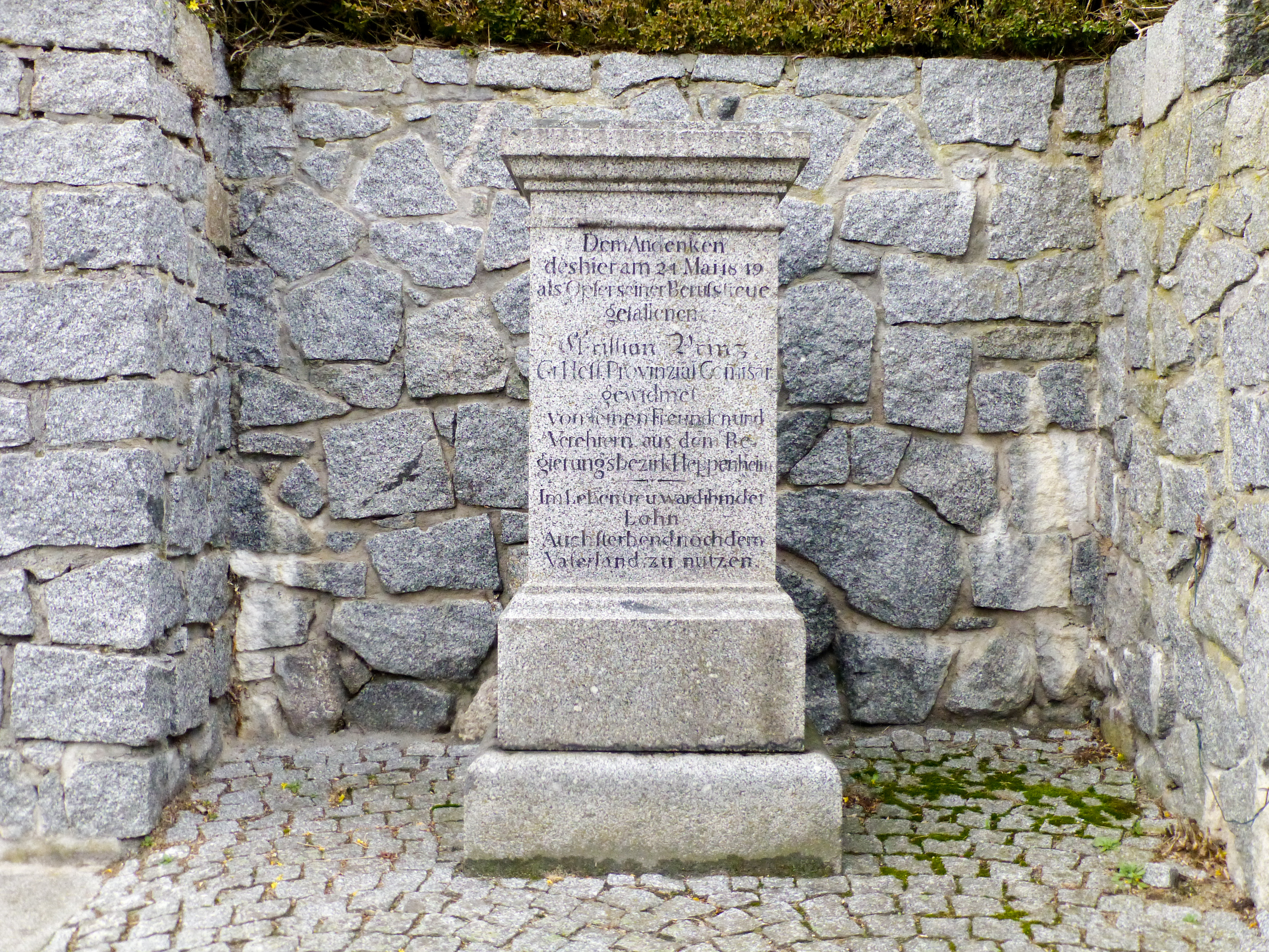
Gedenkstein für Christian Prinz in Ober-Laudenbach

Das Ober-Laudenbacher Gefecht war eine Auseinandersetzung zwischen Revolutionären und hessischem Militär während der Endphase der Revolution von 1848/1849 am 24. Mai 1849 in Ober-Laudenbach im Großherzogtum Hessen, nachdem Aufständische den Dirigenten der Regierungs-Kommission des Regierungsbezirks Heppenheim, Christian Prinz, getötet hatten.

## Vorgeschichte
Die Weigerung der größeren deutschen Fürsten – an der Spitze Preußen – die Paulskirchenverfassung anzuerkennen und in der Folge spätestens seit Mai 1849 – auch militärisch – gegen deren Anhänger vorzugehen, führte im deutschen Südwesten zu erheblichem Widerstand. Am 23. Mai 1849 hatten unter anderem Ferdinand von Loehr, der Theologe Karl Ohly (1825–1881), ein Bruder des späteren Darmstädter Oberbürgermeisters Albrecht Ohly, und Ludwig Bogen eine Versammlung in Erbach organisiert, die eine „Forderung des hessischen Volkes“ an die Regierung des Großherzogtums Hessen in Darmstadt verabschiedete, eine Delegation beauftragt hatte, diese zu übergeben, und weiter beschloss, zu einer bewaffneten Volksversammlung in Unterlaudenbach für den folgenden Tag aufzurufen. Dort sollte die Rückkehr der Delegation abgewartet und gegebenenfalls auf Darmstadt marschiert werden.
Als die Revolutionäre am 24. Mai 1849 Unterlaudenbach, das zum Großherzogtum Baden gehörte, erreichten, wollte dessen Bürgermeister die Volksversammlung dort aber nicht dulden, die daraufhin nach Ober-Laudenbach weiter zog. Das gehörte zum Großherzogtum Hessen. Dort versammelten sich – die angegebenen Zahlen weichen erheblich voneinander ab – zwischen 3000 und 8000 Bewaffnete. Ober-Laudenbach war damals ein kleines Dorf mit sehr lockerer Bebauung, das sich entlang der Straße in den Odenwald, die hier durch ein Tal verlief, erstreckte.

## Das „Gefecht“

Darstellung der Ereignisse in einer Karte von 1851

Die Aufständischen waren zu undiszipliniert, als dass es den Anführern gelungen wäre, sie als „militärische“ Einheit aufzustellen, als das hessische Militär kurz nach 17 Uhr anrückte. Es handelte sich um drei Kompanien des 3. Regiments, die in Heppenheim stationiert waren, und einen Zug des 4. Infanterie-Regiments aus Erbach. Geführt wurde das Militär von Oberst Georg Dingeldey und begleitet von Christian Prinz, dem Dirigenten der Regierungs-Kommission des Regierungsbezirks Heppenheim, zu Pferd. Die Schilderungen des Folgenden weichen in den Einzelheiten voneinander ab, je nach den unterschiedlichen Quellen, der Darstellung von Seite der Aufständischen, der Staatsanwaltschaft oder der zeitgenössischen Presse.

### Darstellung nach Zimmermann
Zwischen dem Vorsitzenden der Regierungskommission, Christian Prinz, und einem der Anführer der Revolutionäre, Wilhelm Zimmermann, kam es zu einem Wortwechsel: Prinz wies darauf hin, dass bewaffnete Volksversammlungen verboten seien und forderte die Revolutionäre auf, ihre Waffen niederzulegen. Zimmermann erwiderte, dass sich die Revolutionäre im Recht befänden, da die Regierung die Paulskirchenverfassung gebrochen habe, das Volk sich in einem Akt der Notwehr befinde und die Volksbewaffnung seit der Revolution statthaft sei. Die Aufständischen versuchten vergeblich, das Militär zum Überlaufen zu überreden und besorgten aus dem Wirtshaus des Dorfes Wein für alle. Christian Prinz versuchte – ebenfalls vergeblich – die Führer der Versammlung zum Aufgeben zu überreden. Für die Führungen beider Parteien war die Lage unsicher und der Ausgang eines gewaltsamen Konflikts nicht absehbar. So einigten sich beide Seiten darauf, sich zurückzuziehen, die Aufständischen Richtung Baden, die Soldaten Richtung Heppenheim. Das Militär positionierte sich auf einer Anhöhe im Dorf, die Aufständischen marschierten Richtung Baden. In dieser Situation seien die Schüsse auf Christian Prinz gefallen, was einen Teil der Revolutionäre, die sich Richtung Baden in Marsch gesetzt hatten, zur Umkehr veranlasste und das Militär zum sofortigen gewaltsamen Vorgehen. Die Aufständischen wurden in kurzer Zeit in die Flucht geschlagen und versuchten, sich im nahe gelegenen Ausland, nach Baden, in Sicherheit zu bringen.

### Darstellung inDer Odenwälder
Nach der Darstellung in der Zeitung Der Odenwälder, eine knappe Woche nach dem Zwischenfall, habe sich Christian Prinz zu Pferd auf der Straße auf dem Rückweg nach Heppenheim befunden, als ihm ein Trupp Bewaffneter, etwa 40 Mann, entgegenkam. „Auch diesen redete er zu, sich nicht an der Versammlung zu beteiligen. Hohngelächter war die Antwort. Als Prinz fortritt, eilten ihm diese Freischärler nach, umringten ihn und schlugen mit Prügeln und Heugabeln nach ihm; zwei Schüsse streckten ihn zu Boden, wo er vollends todt geschlagen und gestochen wurde...“

### Darstellung der Staatsanwaltschaft
Christian Prinz versuchte, nachdem das Militär sich auf einer Anhöhe beim Dorf positioniert hatte, im Dorf selbst, unbewaffnet und begleitet von nur einem Polizisten, weiter einzelne Gruppen von Aufständischen anzusprechen und zum Aufgeben zu überreden. Geführt von einem Ortskundigen, wollte er den Bürgermeister aufsuchen. Als er dabei außer Sichtweite des Militärs kam, wurden er und der Polizist angegriffen, zunächst mit Gewehrkolben, Mistgabeln, Lanzen und Prügeln, dann fielen Schüsse. Der Polizist verteidigte sich mit seinem Säbel und konnte sich schwer verletzt retten, Christan Prinz erlitt tödliche Verletzungen. Oberst Dingeldey befahl nun dem Militär in den Ort einzurücken. Die Offiziere forderten dabei von den Aufständischen, die Waffen niederzulegen. In dieser Lage fielen Schüsse aus der Menge auf das Militär, worauf Oberst Dingeldey „Feuer“ befahl und jeden niederzuschießen, der bewaffneten Widerstand leistete. Der anschließende Schusswechsel dauerte nur kurz. Die Aufständischen versuchten zu entkommen, der Großteil in Richtung der nahen badischen Grenze. 12 Männer wurden bei dem Gefecht erschossen, einer erlag seinen Verletzungen einen Tag später, 21 Personen wurden verletzt und 107 durch das Militär gefangen gesetzt.
Die 13 am 24. Mai 1849 getöteten Freiheitskämpfer waren:
| Name                   | Wohnort     |
| ---------------------- | ----------- |
| Bauer, Georg Adam      | Wahlen      |
| Bausewein, Joseph      | Zell        |
| Edelmann, Johann Adam  | Beerfelden  |
| Eisenhauer, Franz Adam | Mörlenbach  |
| Fischer, Johannes      | Hartenrod   |
| Kämmerer, Peter        | Kröckelbach |
| Kolb, Conrad           | Rimbach     |
| Meixner, Johann Adam   | Mörlenbach  |
| Müller, Lorenz         | Weiher      |
| Öhlschläger, Philipp   | Rimbach     |
| Petermann, Johannes    | Weiher      |
| Schäfer, Johann Adam   | Beerfelden  |
| Schmitt, Johannes      | Lindenfels  |

## Folgen
Gegen 89 der Versammlungsteilnehmer wurde Anklage erhoben. Die Vorwürfe lauteten auf Hochverrat, Landesverrat, Aufruhr, Totschlag, Erpressung, Widerstand gegen die Staatsgewalt, Landfriedensbruch und Nötigung. Der Prozess wurde am 19. August 1852 vor dem Assisenhof für die Provinz Starkenburg (Geschworenengericht beim Hofgericht Darmstadt) eröffnet. Die Urteile ergingen am 21. Dezember 1852:
| Name                     | Beruf              | Wohnort          | Tatbestände | Strafe                          |
| ------------------------ | ------------------ | ---------------- | --- | ------------------------------- |
| Dr. Ferdinand von Löhr   | Praktischer Arzt   | Worms            | Hochverräterische Verschwörung Vorbereitung zum Hochverrat Landesverrat Anstiftung zum Aufruhr Bewaffnete Teilnahme am Aufruhr | Lebenslängliche Zuchthausstrafe |
| Dr. Wilhelm Zimmermann   | Praktischer Arzt   | Darmstadt        | Hochverräterische Verschwörung Vorbereitung zum Hochverrat Landesverrat Anstiftung zum Aufruhr Bewaffnete Teilnahme am Aufruhr | Lebenslängliche Zuchthausstrafe |
| Carl Ohly                | Pfarramts-Kandidat | Großen-Buseck    | Hochverräterische Verschwörung Vorbereitung zum Hochverrat Anstiftung zum Aufruhr Bewaffnete Teilnahme am Aufruhr              | Lebenslängliche Zuchthausstrafe |
| Georg Adam Schaab        | „ohne Gewerbe“     | Reisen           | Vorbereitung zum Hochverrat Bewaffnete Teilnahme am Aufruhr Totschlag                                                          | Lebenslängliche Zuchthausstrafe |
| Georg Fees III.          | Uhrmacher          | Michelstadt      | Hochverräterische Verschwörung Vorbereitung zum Hochverrat Landesverrat Anstiftung zum Aufruhr Bewaffnete Teilnahme am Aufruhr | 14 Jahre Zuchthaus              |
| Adam Gärtner             | Bürgermeister      | Waldmichelbach   | Vorbereitung zum Hochverrat Landesverrat Anstiftung zum Aufruhr Bewaffnete Teilnahme am Aufruhr                                | 10 Jahre Zuchthaus              |
| Max Beck                 | ohne Gewerbe       | Darmstadt        | Hochverräterische Verschwörung Vorbereitung zum Hochverrat                                                                     | 8 Jahre Zuchthaus               |
| Benedikt Stamm           | Schuhmacher        | Michelstadt      | Vorbereitung zum Hochverrat Landesverrat Teilnahme am Aufruhr                                                                  | 8 Jahre Zuchthaus               |
| August Heist             | Schuhmacher        | Michelstadt      | Vorbereitung zum Hochverrat Landesverrat Teilnahme am Aufruhr                                                                  | 8 Jahre Zuchthaus               |
| Georg Haag II.           | Fabrikarbeiter     | Michelstadt      | Vorbereitung zum Hochverrat Landesverrat Teilnahme am Aufruhr                                                                  | 8 Jahre Zuchthaus               |
| Johann Neff              | Schuhmachergeselle | Michelstadt      | Vorbereitung zum Hochverrat Landesverrat Teilnahme am Aufruhr                                                                  | 8 Jahre Zuchthaus               |
| Wilhelm Meyer            | Zimmermann         | Michelstadt      | Vorbereitung zum Hochverrat Landesverrat Teilnahme am Aufruhr                                                                  | 8 Jahre Zuchthaus               |
| Georg Mühlfeld           | Schuhmacher        | Fürth (Odenwald) | Vorbereitung zum Hochverrat Landesverrat Teilnahme am Aufruhr                                                                  | 8 Jahre Zuchthaus               |
| Peter Mühlfeld III       | Landwirt           | Wahlen           | Vorbereitung zum Hochverrat Anstiftung zum Aufruhr Bewaffnete Teilnahme am Aufruhr                                             | 7 Jahre Zuchthaus               |
| Heinrich Geisert         | Küster             | Michelstadt      | Vorbereitung zum Hochverrat Anstiftung zum Aufruhr Bewaffnete Teilnahme am Aufruhr                                             | 7 Jahre Zuchthaus               |
| Georg Eisenhauer         | Ziegler            | Fürth (Odenwald) | Vorbereitung zum Hochverrat Anstiftung zum Aufruhr Bewaffnete Teilnahme am Aufruhr                                             | 7 Jahre Zuchthaus               |
| Nikolaus Bangert         | Bäckergeselle      | Wald-Michelbach  | Vorbereitung zum Hochverrat Anstiftung zum Aufruhr Bewaffnete Teilnahme am Aufruhr                                             | 6 Jahre Zuchthaus               |
| Franz Jakob Hildenbeutel | Sattlergeselle     | Wald-Michelbach  | Vorbereitung zum Hochverrat Anstiftung zum Aufruhr Bewaffnete Teilnahme am Aufruhr                                             | 6 Jahre Zuchthaus               |
| Peter Mechler            | Wirt               | Wald-Michelbach  | Vorbereitung zum Hochverrat Anstiftung zum Aufruhr Bewaffnete Teilnahme am Aufruhr                                             | 6 Jahre Zuchthaus               |

Angeklagte in dem Strafprozess zu den Ereignissen in und um das Ober-Laudenbacher Gefecht, aufgeschlüsselt nach Berufsgruppen: 46 (52 %) Handwerker; 17 (19 %) Arbeiter und Tagelöhner; 6 (7 %) Dienstleistung, Handel; 5 (6 %) Akademiker; 5 (6 %) Landwirte; 3 (3 %) ohne Beruf; 7 (8 %) Sonstige und ohne Angabe

Die Liste der Angeklagten als auch der Verurteilten zeigt, dass – im Gegensatz zu der in der Literatur weit verbreiteten Auffassung – nahezu keine „Bauern“ beteiligt waren, sondern überwiegend Handwerker und Tagelöhner. Prominent platziert in der Anklageschrift werden aber auch eine Handvoll Akademiker.
Dem getöteten Dirigenten der Regierungskommission Heppenheim, Christian Prinz, wurde 1851 ein Gedenkstein in Ober-Laudenbach errichtet, den 13 bei dem Gefecht ums Leben gekommenen Freiheitskämpfern wurde dagegen erst 125 Jahre nach dem Ereignis 1974 ein Gedenkstein gesetzt.